# 劉子張
劉子張（?—?），是汉朝宗室，汉景帝子长沙定王刘发的玄孙，舂陵節侯劉買的曾孙，舂陵戴侯劉熊渠的孙子，苍梧郡太守劉利之子。更始帝刘玄的父亲。
早年劉子張因被蔡陽國釜亭亭長醉罵而刺殺之，十多年後，刘玄弟劉騫为亭長兒子所杀，刘玄结交门客欲报仇。门客犯法，刘玄到平林躲官司。官吏把劉子張逮捕了。刘玄诈死，派人回舂陵报丧，官吏才把劉子張放了，刘玄因此逃匿。